# 稲川榮一
稲川 榮一（いながわ えいいち、1945年8月6日 - ）は、日本のチューバ奏者。東京芸術大学名誉教授。

## 経歴
広島県呉市に生誕。大阪市立天王寺中学校、大阪明星高等学校を経て東京芸術大学を卒業、その後読売日本交響楽団へ入団。1972〜74年ベルリン芸術大学に留学。
留学中、ケルン・ギュルツェニヒ管弦楽団に入団。1989年の帰国まで在籍。
1978年ケルン市よりKammer-Musiker(栄誉音楽家)の称号を贈られる。デューレン市立音楽院、ドイツ連邦共和国軍音楽教育隊、デュッセルドルフ・ロベルト・シューマン音楽大学講師を歴任。
フランス・アルザス国際音楽コンクール、ドイツ・マルクノイキルヒェン国際音楽コンクールに審査員として招待される。
これまでにチューバを大石清教授、宮川暉雄、H.エンゲルス教授、指揮法をE.イングウェルゼン(ケルン歌劇場指揮者)、A.ニック(ケルン音楽大学)に師事。

### 略歴
- 1945年－       8月6日、広島県呉市に生まれる
- 1969年－      東京芸術大学音楽学部器楽科チューバ専攻卒業
- 1970年－      読売日本交響楽団へ入団
- 1973〜89年－  ケルン市立ギュルツェニッヒ・オーケストラへ入団
- 1974年－      ベルリン芸術大学卒業
- 1981〜89年－  ドイツ連邦共和国軍音楽教育隊非常勤講師
- 1982〜89年－  国立ロベルト・シューマン音楽大学非常勤講師
- 1989年－	   東京芸術大学音楽学部、国立音楽大学、洗足学園大学各非常勤講師
- 1989〜95年－  読売日本交響楽団プランニング・ディレクター
- 1995年－     東京芸術大学音楽学部講師
- 1996〜04年－  東京芸術大学音楽学部助教授
- 2004年〜13年    東京芸術大学音楽学部教授

### 演奏、研究活動歴
- 1977年－	ドイツ各地、日本各地でチューバ・リサイタルを開催
- 1978年－	ケルン金管五重奏団を結成
- 1981年－ヴィッテン市現代音楽祭に出演
- 1986年－読売日本交響楽団とV.ウィリアムズ・チューバ協奏曲を協演
- 1991〜96年－「サイトウ・キネン・オーケストラ」に参加

C.デイヴィス指揮ドレスデン国立歌劇場管弦楽団 日本演奏旅行に参加
- 1996年－ニッポン・シンフォニーとJ.ウィリアムズ ・チューバ協奏曲を日本初演
- 1997年－オランダ・ケルクラーデ音楽祭に金管10重奏を率いて招待演奏
- 1999年－北京中央音楽院、沈陽音楽院を訪問、交流授業および交流演奏会を開く
- 2000年－ドイツ・デトモルト音大にてマスターコース特別講師として招待される

ロニー金管五重奏団を結成、活動開始
- 2002年－オランダ・マーストリヒト国際チューバ・フォーラム特別講師

バレンボイム指揮ベルリン・ドイツオペラ日本公演に参加
国立音楽大学オーケストラとJ.ウィリアムス・チューバ協奏曲を共演
- 2004年－ロニー金管五重奏リサイタル
- 2007年－金管フェスティヴァル　ブラス・オーケストラ指揮

ロニー金管五重奏リサイタル

## その他
- 受賞：1978年ケルン市よりKammermusiker（栄誉音楽家）の称号を得る
- 著書：チューバ教本（ドレミ出版社）、ワンポイントレッスン（音楽之友社）
- 録音：カラヤン指揮ベルリン・フィルハーモニー“ドイツ・マーチ全集”
- ケルン・ギュルツェニッヒ管弦楽団金管10重奏による教会音楽集
- ロニー金管五重奏団“ブラスアンサンブルの世界”（ALM）・クリスマス物語（ITS-CD）

## 教育活動
東京藝術大学(室内楽、チューバ)教授のほか、国立音楽大学、沖縄県立芸術大学、山形大学特別講座、大阪芸術大学公開講座、茨城大学特別講座などで教育活動を行う。

## 指導者、教育者として
前述の通り、東京藝術大学を始めとした大学で教鞭をふるっており、現在のチューバ界の中心的位置にいるプレイヤーを数多く輩出したが、地方での中・高生を対象にした音楽講習会などにおける楽器演奏の指導も積極的に参加しており、若い世代の育成に力を注いでいる。近年では、プロ奏者になってからも彼のもとを訪れる人も数多くいる。

## これまでに輩出した代表的人物
- 大塚哲也(東京フィルハーモニー管弦楽団)
- 池田幸広(NHK交響楽団)
- 佐藤和彦(新日本フィルハーモニー交響楽団)
- 柳生和大(日本フィルハーモニー交響楽団)
- 近藤陽一(日本センチュリー交響楽団)
- 岩井英二(日本管打楽器コンクール1位)

## 審査員
審査員として、日本はもちろんのこと、世界中のコンクールへ招待されて審査活動を行っている。
- ドイツ・マルクノイキルヒェン国際音楽コンクール
- フランス・アルザス国際音楽コンクール
- 日本管打楽器コンクール
- 栃木県主催マロニエ音楽コンクール２１ ほか

## 楽器開発
楽器の研究開発において、チューバをアレキサンダー社（ドイツ）、ミラフォン社（ドイツ）、ヤマハ（カスタムモデル完成）、チューバとマウスピースをアントン社（ドイツ）、J.モンケ社とチンバッソの改良開発に携わる。
アレキサンダー社より稲川モデル、ミラフォン社よりE.fritz(「榮一」の「E」とドイツ時代のニックネームだった「fritz」を掛け合わせたもの)モデルが製作されている。